# 3e cérémonie des American Film Institute Awards
La 3e cérémonie des American Film Institute Awards, décernés par l'American Film Institute, a eu lieu le  17 décembre 2002, et a récompensé les films et séries télévisées diffusées dans l'année.

## Palmarès

### Cinéma
- Adaptation.
- Un Américain bien tranquille (The Quiet American)
- Antwone Fisher
- Chicago
- Frida
- Gangs of New York
- The Hours
- Monsieur Schmidt (About Schmidt)
- Pour un garçon (About a Boy)
- Le Seigneur des anneaux : Les Deux Tours (The Lord of the Rings: The Two Towers)

### Télévision
- À la Maison-Blanche (The West Wing)
- Boomtown
- Danny Balint (The Believer)
- The Gathering Storm
- Gilmore Girls
- Une question de courage (Door to Door)
- Les Simpson (The Simpsons)
- Six Feet Under (Six Feet Under)
- Les Soprano (The Sopranos)
- Tout le monde aime Raymond (Everybody Loves Raymond)